# Stati del Sacro Romano Impero (B)
Questo è un elenco degli stati del Sacro Romano Impero, inizianti per la lettera B:
| Nome | Tipologia                                                                                                | Provincia                          | Seggio     | Formazione | Note |
| --- | --- | ---------------------------------- | ---------- | --- | --- |
| Baar | Langraviato                                                                                              | Svevia                             |            | | 1500: alla Provincia di Svevia |
| Babenhausen | Signoria 1803: Principato                                                                                |                                    |            | | 1237: primo documento storico che menziona Babenhausen 1100 circa: Babenhausen e Schonegg sono parte della Signoria di Kellmunz 1200-1300: ai signori di Schonegg 1378: ai signori di Rechberg 1539: Anton Fugger acquista la Signoria di Babenhausen 1803: Signoria di Babenhausen, Boos e Kettershausen elevate a Principato di Babenhausen per la famiglia Fugger 1806: alla Baviera Area: 52 km²; Pop. 11,000 |
| Babenhausen-Mindelheim-Cellmünz | Signoria                                                                                                 |                                    |            | 1432: Divisa da Staufeneck-Babenhausen | 1487: Divisa in Frundsburg e Kronburg |
| Baden Marchese di Baden, Duca di Zähringen, Langravio di Nellenburg, etc, Signore & Signore Ereditario di Baar & di Stühlingen, Heiligenberg, Hausen, Möskirch, Hohenhöwen, Wildenstein e Waldsberg, Mosbach e Dürn, Bischofsheim, Hardheim e Lauda, the Klettgau, Krautheim, Wertheim, Neudenau e Billigheim, Conte di Salem, Petershausen e Hanau | Margraviato                                                                                              | Provincia Sveva                    | vedi sotto | c960 | 1190: Diviso in Baden-Baden e Baden-Hachberg 1387: Ricevette parte della Contea di Eberstein 1500: alla Provincia Sveva 1535: Divisa in Alto Margraviato di Baden (Baden-Baden) e Basso Margraviato di Baden (Baden-Durlach) 1582: Consiglio dei Principi 1771: si estingue la linea dei Baden-Baden; il Baden viene riunito 1803: Elettorato 1806: Granducato 1806: entra a far parte della Confederazione del Reno 1871: entra a far parte dell'Impero Tedesco 1849: Repubblica di Baden 1918: Repubblica di Baden |
| Baden-Baden | Margraviato                                                                                              | Provincia Sveva                    | PR         | 1190: Diviso dal Baden | 1291: Diviso in Baden-Baden, Baden-Eerstein e Baden-Pforzheim 1335: Diviso tra Baden-Eberstein e Baden-Pforzheim 1348: Diviso dal Baden-Pforzheim 1515: Diviso in se stesso, Baden-Durlach e Baden-Sponheim 1536: Diviso in se stesso e Baden-Rodemachern 1588: Annesso a Baden-Rodemachern 1622: Diviso dal Baden-Durlach 1771: Unito per formare il Baden |
| Baden-Durlach | Margraviato                                                                                              | Provincia Sveva                    | PR         | 1515: Diviso dal Baden-Baden | 1577: Diviso in se stesso, Baden-Hachberg e Baden-Sausenburg 1771: Unito per formare il Baden |
| Baden-Eberstein | Contea                                                                                                   | Provincia Sveva                    | SC         | 1291: Diviso dal Baden-Baden | 1353: Annesso al Baden-Pforzheim |
| Baden-Hochberg Baden-Hachberg | Margraviato                                                                                              | Provincia Sveva                    | PR         | 1190: Diviso dal Baden | 1290: Diviso in se stesso e nel Baden-Sausenburg 1415: Annesso al Baden-Baden 1482: Diviso dal Baden-Baden 1488: Annesso al Baden-Baden 1577: Diviso dal Baden-Durlach 1591: Annesso al Baden-Durlach |
| Baden-Pforzheim | Margraviato                                                                                              | n/a                                | n/a        | 1291: Diviso dal Baden-Baden | 1315: Diviso in se stesso e nel Baden-Baden 1361: Annesso al Baden-Baden |
| Baden-Rodemachern | Margraviato                                                                                              | Provincia Sveva                    |            | 1537: Diviso dal Baden-Baden | 1575: Diviso in se stesso e Baden-Rodenheim 1596: Annesso al Baden-Durlach 1622: Diviso dal Baden-Durlach 1666: Annesso al Baden-Baden |
| Baden-Rodenheim | Margraviato                                                                                              | Provincia Sveva                    |            | 1575: Diviso dal Baden-Rodemachern | 1620: Annesso al Baden-Durlach |
| Baden-Sausenberg | Margraviato                                                                                              | Provincia Sveva                    |            | 1290: Diviso dal Baden-Hachberg | 1503: Annesso al Baden-Baden 1577: Diviso dal Baden-Durlach 1604: Annesso al Baden-Durlach |
| Baden-Sponheim | Margraviato                                                                                              |                                    |            | 1515: Diviso dal Baden-Baden | 1533: Annesso al Baden-Baden |
| Badenweiler | Signoria                                                                                                 |                                    |            | | |
| Baindt | Abbazia                                                                                                  | Provincia Sveva                    | SP         | | 1793: Consiglio dei Principi |
| Bamberga Bamberg | 1007: Vescovato c1242: Principato Vescovile                                                              | Provincia di Franconia             | EC         | 1007 | 1500: Provincia di Franconia 1793: Consiglio dei Principi 1802: Annesso alla Baviera 1803: Secolarizzato alla Baviera |
| Bar Bar-le-Duc Barrois | 951: Contea 1354: Ducato                                                                                 | Alto Reno                          |            | 951 | 959-1033: Sotto la Lorena (Lotharingia) 1197-1214: Unione di Bar e Lussemburgo 1301: Vassallo del Re di Francia per la parte ad ovest del territorio (Barrois Mouvant) e vassalo dell'Imperatore per la parte ad est 1354: L'Imperatore Carlo IV garantisce il titolo di Margravio di Pont-a-Mousson e il rango di Principe al Duca di Bar 1399: Bar ereditato dalla Signoria di Cassel 1473: Unione del Ducato di Bar e del Ducato di Lorena 1480: Unito permanentemente al Ducato di Lorena 1508: Ereditato dalla Lorena 1582: Consiglio dei Principi 1634-1659, 1670-1697, 1702-1714: Occupazione Francese 1766: Annesso permanentemente alla Francia assieme alla Lorena |
| Barby | 1497: Contea                                                                                             | Alta Sassonia                      |            | 1497 | 961: prima menzione di Barby in un documento storico 974: l'Imperatore concede Barby alla propria sorella, Matilde, Badessa di Quedlinburg 1050: ai signori di Arnstein come feudo imperiale Diviso in: Barby-Arnstein (1209-1284), Barby-Barby (1213-1651), Barby-Lindow (1211-1372), Barby-Mühlingen (1565-1659) e Barby-Ruppin 1524: Barby-Rupin al Brandeburgo 1651: Barby-Barby al Barby-Mühlingen (1360-1524) 1659: Barby-Mühlingen alla Sassonia-Weissenfels 1372: Barby-Lindow all'Anhalt 1659: all'Elettore di Sassonia |
| Barmstedt | |                                    |            | Acquisito dai Rantzau | |
| Basilea | Vescovato                                                                                                | Alto Reno                          | EC         | 999 | 1579: Alleato della Confederazione Svizzera 1792: Annesso alla Francia 1793: Consiglio dei Principi 1801: Diviso tra il Baden e la Francia |
| Basilea | 1386: città libera                                                                                       | n/a                                |            | | 374: menzionata per la prima volta come "Basilea" ai vescovi di Basilea 1356: acquisto dei diritti di governo (propria moneta, leggi, etc.) 1501: Aderisce alla Confederazione Svizzera 1648: Lascia l'Impero |
| Bassenheim | 1729: Signoria                                                                                           |                                    |            | | ai Bassenheim |
| Baviera Re di Baviera, Conte-Palatino del Reno, Duca di Baviera, Franconia e in Svevia, etc. | 888: Ducato 1623: Elettorato 1805: Regno                                                                 | Provincia Bavarese                 | EL         | VI sec. | 888: la Baviera viene proclamata Ducato 889-1180: Governata dai Guelfi 1180-1918: Governata dai Wittelsbach 1185: Eredita le terre dei Margravi di Regensburg 1214: Investita della Contea Palatina del Reno 1238: Eredita le terre dei Conti di Valai Incorporate le terre dei Conti di Bogen Incorporate le terre dei Conti di Wassenburg 1255: Prima divisione in Alta Baviera (incluso il Palatinato e Regensburg) e Bassa Baviera 1310: Divisione dell'Alta Baviera in Baviera-Monaco e Baviera-Ingolstadt 1314: Divisione in Palatinato (incluso l'Alto Palatinato) e Baviera 1340: si estingue la linea della Bassa Baviera 1349: Divisione del patrimonio dei Wittelsbach in: Alta Baviera e Brandeburgo; Baviera-Monaco; Bassa Baviera; e Olanda, Zelanda, Frisia e Hainaut 1392: Divisione in Baviera-Ingolstadt (estinta nel 1447), Baviera-Landshut (estinta nel 1503) e Baviera-Monaco 1500: Provincia Bavarese 1545: La Baviera viene riunificata dopo molte divisioni 1582: Consiglio dei Principi 1618: Acquisto di Mundelheim dai baroni di Maxlrain Acquisto del Langraviato di Leuchtenberg 1623: Elettorato del Palatinato trasferito in Baviera 1623: Acquisto dell'Alto Palatinato 1806: Aderisce alla Confederazione del Reno |
| Baviera, Alta Bavaria (Oberbayern) | Ducato                                                                                                   |                                    |            | | |
| Baviera, Bassa Baviera | Ducato                                                                                                   |                                    |            | 1255: Diviso dalla Baviera | 1353: Divisa in Baviera-Landshut e Baviera-Straubing |
| Baviera-Ingolstadt | Ducato                                                                                                   |                                    |            | 1392: Diviso da Baviera-Landshut | 1445: Annesso a Baviera-Monaco |
| Baviera-Landshut | Ducato                                                                                                   |                                    |            | 1353: Diviso dalla Bassa Baviera | 1503: Annesso a Baviera-Monaco |
| Baviera-Monaco | Ducato                                                                                                   |                                    |            | 1392: Diviso da Baviera-Landshut | 1505: Diventa Ducato di Baviera |
| Baviera-Straubing | Ducato                                                                                                   |                                    |            | 1353: Diviso dalla Bassa Baviera | 1425: Diviso tra Baviera-Ingolstadt, Baviera-Landshut e Baviera-Monaco |
| Baviera-Naumburg | Signoria                                                                                                 |                                    |            | 1316: Divisa da Querfurt | 1496: Annessa a Mansfeld |
| Beckenried | Abbazia del Sacro Romano Impero                                                                          |                                    |            | | |
| Bedburg | Contea                                                                                                   |                                    |            | 1465: Divisa da Neuenahr | 1519: Annessa a Mörs |
| Beichlingen | Signoria                                                                                                 |                                    |            | 1144 | 1275: Divisa in Beichlingen-Beichlingen e Beichlingen-Rothenburg 1567: Annessa a Gleichen |
| Beilstein | Signoria 1679: Contea (per la Casa di Metternich)                                                        | ??                                 |            | | 1500: Regione della Vestfalia 1512: Regione dell'Elettorato del Reno al Principe Metternich |
| Belfort | Giurisdizione                                                                                            |                                    |            | | 1200s: Ai conti di Montbéliard 1307: Garantita agli eredi all'Austria 1648: Ceduta alla Francia Luigi XIV di Francia ne concedette la signoria al Cardinal Mazzarino |
| Benevento | 576: Ducato                                                                                              |                                    |            | 576 | 899: Atenulfo I di Capua conquistò Benevento e unì i due ducati 1053: allo Stato della Chiesa |
| Bentheim Conte di Bentheim, Tecklenburg, Steinfurt e Limburg, Signore di Rheda, Wevelinghoven, Hoya, Alpen, Helpenstein, Barone di Lennep, Patrono di Köln | 1182: Contea 1486: Contea del Sacro Romano impero                                                        | Regione del Basso Reno             | WE         | 1050 | 1115: Passata al Conte Ottone di Salm Matrimonio dell'erede di Ottone, Sofia (m.1176), Contessa di Rheineck, Salm e Bentheim con Dirk VI d'Olanda 1146-1182: Feudo del Vescovato di Utrecht 1176: Passato ai Conti d'Olanda 1263: Annexed County of Tecklenburg 1277: Partitioned into Bentheim-Tecklenburg and Bentheim-Bentheim 1421/1468: Bentheim became an immediate fief of the Empire 1500: Westphalian Circle 1530-1643: To County of Steinfurt 1606/1610: Division into Bentheim-Tecklenburg (with Rheda and Hohenlimburg) and Bentheim-Steinfurt 1752: Bentheim mortgaged to and was seized by Elector of Hanover 1804: Annexed to Steinfurt 1806: Bentheim mediatised to Berg 1810: Annexed to France 1815: To Hanover |
| Bentheim-Alpen | 1606-1629: Contea                                                                                        |                                    |            | | |
| Bentheim-Bentheim | 1277-1530, 1643-1753, 1753-1803: Contea                                                                  |                                    |            | 1277: Divisa da Bentheim (come Bentheim-Tecklenburg) | 1530: Linea di Bentheim-Bentheim dichiarata estinta; Bentheim viene garantita ad Arnoldo II di Bentheim-Steinfurt 1753-1803: all'Elettore di Hannover 1803: Bentheim riunito a Bentheim-Steinfurt |
| Bentheim-Limburg | 1606-1632: Contea                                                                                        |                                    |            | | |
| Bentheim-Lingen | 1450-1555: Contea                                                                                        |                                    |            | | |
| Bentheim-Steinfurt | 1454-1803: Contea Principato di Bentheim-Steinfurt in Prussia                                            | Regione del Basso Reno             | WE         | 1454: Divisa dalla Contea di Bentheim-Bentheim | 1643: Divisa in Bentheim-Steinfurt e Bentheim-Bentheim 1806: divisa tra Berg (che ottenne Bentheim) e la Prussia (che ottenne Steinfurt) |
| Bentheim-Tecklenburg | 1277-1557: Contea 1817: Principato di Bentheim-Tecklenburg in Prussia                                    |                                    |            | 1277: Divisa da Bentheim (come Bentheim-Bentheim) | |
| Bentheim-Tecklenburg-Rheda | 1606-1806: Contea                                                                                        |                                    |            | 1606: Divisa da Bentheim-Steinfurt | 1806: alla Prussia |
| Bentinck Conte del Sacro Romano Impero di Bentinck e Aldenburg, Signore della libera Signoria di Knyphausen, Nobile Signore di Varel | 1732: Conti del Sacro Romano Impero                                                                      |                                    |            | | 1733/1800 ai Signori di Knyphausen e Varel Aug 1806-1807 protettorato dei Signori di Knyphausen e Varel 1814/15 ai Signori di Knyphausen e Varel sotto la reggenza di Oldenburg |
| Berchtesgaden Principe, Provosto e Signore di Berchtesgaden | Abbazia Principesca                                                                                      | Bav                                | EC         | 1491 | 1108: Abbazia 1486/1500: Provincia Bavarese 1793: Consiglio dei Principi 1803: Annesso a Salisburgo 1805: Annesso all'Austria 1809: Annesso alla Baviera |
| Berg | 1101: Contea 1380: Ducato                                                                                | Provincia del Basso Reno           | PR         | 1093 | 1437: al Ducato di Julich 1511: al Ducato di Cleves 1521: unito a Mark e Cleves 1609: guerre di successione 1582: Consiglio dei Principi 1609: al Palatinato-Neuburg 1614: al Palatinato-Neuburg 1685: al Palatinato Elettorale 1799: alla Baviera 1801: Annesso alla Francia 1803: alla Baviera 1811: alla Francia 1815: alla Prussia |
| Berna | 1218: Libera Città Imperiale                                                                             |                                    |            | 1218: Divisa da Zähringen | 1191: Fondata dal Duca Bertoldo V di Zahringen 1353: entra a far parte della Confederazione Svizzera 1415: Invasa ed acquisita dal Canton Argovia 1536: Invasa ed acquisita dal Cantone Vaud 1648: lasciata all'Impero 1798: occupazione francese |
| Besançon Besancon | Arcivescovato                                                                                            | Alto Reno                          | EC         | | 1512: Provincia Borgognona 1792: Annesso alla Francia 1793: Consiglio dei Principi |
| Besançon Besancon | 1184: Città Imperiale                                                                                    | Burg                               | n/a        | | 1300s: ottenuta dai duchi di Borgogna 1477-1674: passata agli Asburgo 1648: Annessa alla Libera Contea (una Contea speciale) della Borgogna ("Franca-Contea") 1674: ceduta alla Francia |
| Biberach an der Riß | Città Imperiale                                                                                          | Regione Sveva                      | SW         | 1180 | 1803: Annessa al Württemberg |
| Billungenmark | Margraviato                                                                                              |                                    |            | 928 | 983: Conquistata dai Bodrichi |
| Bilstein | Contea                                                                                                   |                                    |            | 1073 | 1145: prima menzione dei "Conti di Bilstein" 1301: Estinzione della linea dei conti di Bilstein; Bilstein venduta alla casata d'Assia 1303: Annesso all'Assia |
| Birkenfeld | 1569: Contea 1817: Principato                                                                            |                                    |            | | 1444: Parte di Zweibrucken 1801: Annessa alla Francia 1816: governo prussiano 1817: Principato di Birkenfeld in unione personale con Oldenburg |
| Bitburg | Abbazia                                                                                                  |                                    |            | | |
| Bitsch | Signoria                                                                                                 |                                    |            | | agli Zweibrucken |
| Blamont | Signoria                                                                                                 |                                    |            | | |
| Blankenburg | Principato                                                                                               | Bassa Sassonia                     |            | c1082 | 1368: Annesso a Regenstein |
| Blankenheim | 1112: Signoria 1380:Contea 1461: Contea del Sacro Romano Impero di Manderscheid e Blankenheim            |                                    |            | 1149: Diviso da Blankenheim-Schleiden | 1112: prima menzione del Signore di Blankenheim Acquisita dalla Signoria di Kronenburg, Junkerath, Dollendorf, Gerolstein, Erp, Neuerburg, Oberkail, Falkenstein, Bettingen, Manderscheid, Osann-Monzel 1406: si estingue la linea dei Conti di Blankenheim; passato per linea di successione femminile ai Signori di Heinsberg ai Conti di Manderscheid 1699: Stato Imperiale estinzione dei Conti di Manderscheid-Blankenheim; passata per matrimonio ai Conti di Sternberg 1803: Annessa alla Francia 1816: alla Prussia |
| Blankenheim e Gerolstein | Contea                                                                                                   | Basso Reno                         |            | 1488: Divisa da Blankenheim | 1533: Divisa in Blankenheim e Gerolstein e Bettingen |
| Blankenheim-Schleiden | Signoria                                                                                                 |                                    |            | c1115 | 1149: Diviso in Blankenheim e Schleiden |
| Bludenz | Contea                                                                                                   |                                    |            | | 1394: all'Austria |
| Blumenegg | Signoria 1396: Contea Imperiale                                                                          |                                    |            | 1804: Signoria di Blumenegg-Sankt Gerold all'Austria | |
| Boemia | 845: Principato Ducato 1198: Regno                                                                       | None                               | EL         | c890: unita all'Impero | 1356: Principe-Elettore 1526: Passata all'Austria |
| Bomelburg | 1800: Baronia                                                                                            |                                    |            | | 1806: Dissolta |
| Bonndorf | Contea                                                                                                   | Provincia Sveva                    |            | | |
| Boos | Signoria                                                                                                 |                                    |            | | 1803: al Principato di Babenhausen per la casata dei Fugger |
| Bopfingen | Libera Città Imperiale                                                                                   | Provincia Sveva                    | SW         | c1250 | 1803: Annesso al Württemberg |
| Brabante | Ducato                                                                                                   | Burg                               | EC         | 1000s: Originatosi dalla divisione del Ducato della Bassa Lorena in molti stati feudali | 1085: Langraviato 1183: Ducato 1283: Giovanni I di Brabante compra il Ducato di Limburg da Adolfo V di Berg 1430: Passa al Ducato di Borgogna 1477: Passa alla Casa d'Asburgo 1512: Provincia Borgognona 1556: passa alla linea degli Asburgo di Spagna 1582: Consiglio dei Principi 1609: la parte del Brabante del Nord è unita alle Province Unite; la parte a Sud rimane all'Olanda Spagnola (successivamente alla linea Austriaca) |
| Brakel | Città Imperiale                                                                                          | Basso Reno                         | RH         | | al Vescovato di Paderborn |
| Brandeburgo | Margraviato 1356: Elettorato dell'Impero                                                                 | Provincia della Sassonia Superiore | EL         | 1157: Originariamente creato come "Marca del Nord" | 1415: Gli Hohenzollern ottengono il Brandeburgo |
| Brandeburgo | Vescovato                                                                                                | Provincia della Sassonia Superiore | EC         | 949 | 1569: Annesso al secolare Elettorato di Brandeburgo |
| Brandeburgo-Ansbach | Margraviato                                                                                              | Franc                              | PR         | 1440 come divisione del Burgraviato di Norimberga | 1582: Consiglio dei Principi 1791: al Brandeburgo |
| Brandeburgo-Bayreuth | Margraviato                                                                                              | Franc                              | PR         | 1440 come divisione del Burgraviato di Norimberga | 1194: prima menzione di Bayreuth in un documento 1248: ai conti di Zollern e Burgravi di Norimberga 1363: ai conti di Zollern come Principato 1420-1440: Sotto Norimberga 1457-1486: Amministrato dagli Ansbach 1495-1515: Amministrato dagli Ansbach 1500: Provincia della Franconia 1557-1603: Amministrato dagli Ansbach 1582: Consiglio dei Principi 1769: al Brandeburgo-Ansbach 1791: Integrato nella Prussia 1806: Amministrazione francese 1810: alla Baviera |
| Brandeburgo-Kulmbach | Margraviato                                                                                              |                                    |            | 1655: Diviso da Brandeburgo-Bayreuth | 1726: Riannesso al Brandeburgo-Bayreuth |
| Brandeburgo-Küstrin | Margraviato                                                                                              |                                    |            | 1535: Diviso dal Brandeburgo | 1571: Riannesso al Brandeburgo |
| Brauneck | Contea                                                                                                   |                                    |            | 1230 dalla divisione di Hohenlohe | Divisa diverse volte. 1340, 1391, 1448: Tutte riannesse a Hohenlohe |
| Breda | Baronia                                                                                                  |                                    |            | | 1000s: Feudo diretto dell'Imperatore del Sacro Romano Impero 1327: Adelaide di Gaveren vende Breda a Giovanni III di Brabante 1350: Breda è venduta a Giovanni II di Wassenaar (m.1377) 1403: ai conti di Nassau attraverso il matrimonio di Giovanna di Polanen, erede di Breda, con Enghelberto I di Nassau |
| Bregenz | Contea                                                                                                   | Provincia Sveva                    | SW         | 950 | 802: prima menzioni del castello di Bregenz 926: prima menzione di Ulrico VI come "Conte di Bregenz" 970: Divisione della Casa di Bregenz (Pfullendorf, Lustenau) Annessa a Tubinga 1152/1160: si estingue la linea dei conti di Bregenz 1171: matrimonio di Hugo II (m.1182), Conte Palatino di Tubingen con Elisabetta (m.1216), erede di Montfort e Bregenz 1180: Annessa a Montfort 1451/1458: Annessa all'Austria 1782: Annessa alla Baviera |
| Brehna | Contea                                                                                                   |                                    |            | | |
| Brisgovia | Contea Langraviato                                                                                       | n/a                                | SW         | 771 | 1077: Annessa a Zähringen 1512: Provincia Austriaca |
| Brisgovia | Ducato                                                                                                   | Provincia Austriaca                | SW         | 1801 | 1803: Ricostituito come Brisgovia-Modena |
| Brisgovia-Modena | Ducato                                                                                                   | Provincia Austriaca                | SW         | 1803 | 1805: Diviso tra Baden e Württemberg |
| Breitenbrunn | Signoria del Sacro Romano Impero                                                                         |                                    |            | | |
| Breiteneck Breitenegg | 1631: HSignoria del Sacro Romano Impero                                                                  | Provincia Bavarese                 |            | | 1129: il castello di Breitenegg e la Signoria di Breitenbrunn ottenuti dai Signori di Breitenbrunn 1247-1289: primo proprietario accertato, Werner V di Laaber 1500: Provincia Bavarese Venduta ai conti di Hirschberg 1302: venduta a Adamaro II di Laaber 1433: acquistata da Enrico di Gumppenberg 1463: Riottenuta da Ulrico di Laaber 1465: Venduta a Corrado di Pappenheim 1473>: Venduta a Martino e Ludovico di Wildenstein 1583: estinzione della linea di Wildenstein 1592: Signoria divisa tra Neuburg e la Baviera 1624: data da Massimiliano I ai Tilly (linea estinta nel 1724) come compenso 1744: Ereditata dai Signori di Gumppenberg 1792: Venduta a Carlo Teodoro di Baviera in unione personale |
| Brema | 1072: Arcivescovato 1100s: Principato Arcivescovile 1648: Ducato                                         | Provincia della Sassonia Inferiore | EC         | 787 | 805: Fondazione del vescovato 848-1072: in unione personale con il Vescovato di Amburgo 1648: alla Svezia; secolarizzato come Ducato di Brema e Principato di Verden 1712: occupazione danese 1715: venduta agli Hannover 1719: Incorporata nell'Hannover 1810: Annessa alla Francia |
| Brema | 1646: Città Imperiale                                                                                    | Provincia della Bassa Sassonia     | RH         | 1202 | 1358: Entra a far parte della Lega Anseatica 1810: Annessa alla Francia 1815: Città Libera |
| Brena | Baronia                                                                                                  |                                    |            | 1156 | 1290: Annessa alla Sassonia-Wittenburg |
| Breslavia | Vescovato                                                                                                |                                    |            | | Il Vescovo ottiene il Ducato di Grottkau dal Duca di Slesia-Brieg e lo aggiunge al territorio episcopale di Neisse Principe di Neisse e Duca di Grottkau |
| Bretzenheim Principe del Sacro Romano Impero di Bretzenheim e Conte di Lindau | 1774: Conte del Sacro Romano Impero di Bretzenheim 1790: Principe del Sacro Romano Impero di Bretzenheim | Provincia dell'Alto Reno           |            | 1790 alla linea dei Wittelsbach-Bretzenheim | 1769: Conti di Heydeck a Velen 1780: ai Signori di Bretzenheim 1790: Stato Imperiale 1802: territori annessi al Langraviato di Assia-Darmstadt 1803: Principato garantito alla Contea di Lindau am Bodensee 1804: annesso all'Austria |
| Bressanone | 1027: Vescovato 1179: Principato Vescovile                                                               | Provincia Austriaca                | EC         | 1179 | 1512: Provincia Austriaca 1793: Consiglio dei Principi 1803: secolarizzato ed annesso all'Austria nella Carniola 1805: alla Baviera 1814: all'Austria 1918: all'Italia |
| Broich | signoria                                                                                                 |                                    |            | 1093: prima menzione dei Signori di Broich | 883: costruzione del castello di Broich per difesa contro gli attacchi vichinghi sotto la reggenza dei Duchi di Berg proprietà dei Duchi di Berg 1372: estinzione della linea dei Signori di Broich; passata ai Conti di Limburg-Styrum 1413: i Duchi di Berg reclamano la reggenza al declino dei Conti di Limburg 1432: i Duchi di Cleves conquistano Broich 1439: Inizio della nuova linea detta die Conti di Limburg-Broich 1508: ai Conti di Dhaun-Falkenstein 1682: ai Conti di Leiningen 1806: Signoria di Broich abolita. |
| Bruchhausen | Contea                                                                                                   |                                    |            | 1199 | 1234: Divisa 1338, 1388: Annessa alla Contea di Hoya |
| Bruchsal e Odenheim | Abbazia                                                                                                  |                                    |            | | 1793: Consiglio dei Principi |
| Brunswick | Ducato                                                                                                   | n/a                                | n/a        | | 1267: Divisione in Brunswick e Luneburg |
| Brunswick-Bevern | Ducato                                                                                                   |                                    |            | 1666: Diviso da Brunswick-Wolfenbüttel | 1735: Annesso a Brunswick-Wolfenbüttel 1735: Diviso da Brunswick-Wolfenbüttel |
| Brunswick-Calenberg | Ducato                                                                                                   | Provincia della Sassonia Inferiore | PR         | 1495: Diviso da Brunswick-Wolfenbüttel | 1584: Annesso a Brunswick-Wolfenbüttel |
| Brunswick-Calenberg-Göttingen | Ducato                                                                                                   | Provincia della Sassonia Inferiore | PR         | 1641: Diviso da Brunswick-Lüneburg | 1692: Divenuto Elettorato di Hannover |
| Brunswick-Celle | Ducato                                                                                                   | Provincia della Sassonia inferiore | PR         | 1527: Diviso da Brunswick-Lüneburg | 1569: Diviso in Brunswick-Dannenburg e Brunswick-Lüneburg |
| Brunswick-Celle | Ducato                                                                                                   | Provincia della Sassonia Inferiore | PR         | 1641: Diviso da Brunswick-Lüneburg | 1705: Annesso all'Hannover |
| Brunswick-Göttingen | Ducato                                                                                                   | n/a                                | n/a        | 1279: Diviso da Brunswick | 1345: Diviso in se stesso e Brunswick-Wolfenbüttel 1442: Annesso a Brunswick-Wolfenbüttel |
| Brunswick-Grubenhagen | Ducato                                                                                                   | Provincia della Sassonia Inferiore | PR         | 1279: Diviso da Brunswick | 1322: Diviso in se stesso e Brunswick-Osterode 1526: Annesso a Brunswick-Osterode |
| Brunswick-Lüneburg Duca di Brunswick e Luneburg | 1235: Ducati di Brunswick e Luneburg                                                                     | Provincia della Sassonia Inferiore | PR         | | 1235: l'Imperatore Federico II crea i ducati di Brunswick e Luneburg 1267: Divisione in Brunswick e Luneburg 1285: Duchato di Brunswick diviso in Brunswick-Wolfenbuttel, Brunswick-Gottingen e Brunswick-Grubehnagen 1292: si estingue la linea dei Brunswick-Wolfenbuttel 1345: Fondazione della nuova linea di Brunswick-Wolfenbuttel 1369: Estinzione della linea di Luneburg 1369: alla Sassonia 1388: Luneburg incorporato nel Brunswick-Wolfenbuttel 1432: Brunswick diviso in Brunswick-Calenberg e Brunswick-Wolfenbuttel 1463: La linea maggiore dei Brunswick-Gottingen si estingue 1396: la linea di Brunswick-Grubenhagen 1527: Divisione 1582: Ereditato per 1/2 dai Conti di Hoya 1585: Ereditato dalla Contea di Diepholz 1633: Ereditato dal Principato di Grubenhagen 1689: Ereditato dal Ducato di Launeburg Ereditato da Calenberg (unione personale) |
| Brunswick-Wolfenbüttel | Ducato                                                                                                   | Provincia della Sassonia Inferiore | PR         | Diviso dal Brunswick-Göttingen 1373: Diviso in se stesso, Brunswick-Einbeck e Brunswick-Lüneburg 1495: Diviso in se stesso e Brunswick-Calenberg 1666: Diviso in se stesso e Brunswick-Bevern 1735: Diviso in se stesso e Brunswick-Bevern | |
| Buchau | Abbazia femminile                                                                                        | Provincia Sveva                    | RP SC      | 770 | 1625: Acquisita dalla Signoria di Strassberg 1793: Consiglio dei Principi 1803: secolarizzata e data ai Principi di Thurn und Taxis 1806: Annessa al Wurttemberg; Strassberg agli Hohenzollern-Sigmaringen |
| Buchau | Città Imperiale                                                                                          | Provincia Sveva                    | SW         | c1250 | 1803: Divisa |
| FredrichshafenBuchhorn | Città Imperiale                                                                                          | Provincia Sveva                    | SW         | 1089 | 1803: Sivisa |
| Buglione | Ducato                                                                                                   |                                    |            | 959; 1496; 1559 | 1095, 1522: Annesso al Principato vescovile di Liegi 1552, 1676: Annesso alla Francia |
| Burgau | Margraviato                                                                                              |                                    |            | | 1301: acquisita dagli Asburgo d'Austria 1304: feudo imperiale di Burgau investito ai figli del Re Alberto I |
| Burgbrohl | Signoria                                                                                                 |                                    |            | 1451: Divisa da Saffig | 1533: Annessa a Saffig-Olbrück |
| Borgogna Franca Contea | 915: "Libera" Contea Contea palatina                                                                     | Burg                               | PR         | 1127 | 1330: Passata ai Duchi di Borgogna 1405-1556: ai Duchi di Borgogna 1556: agli Asburgo di Spagna 1678: Annessa alla Francia |
| Borgogna | Ducato                                                                                                   |                                    |            | | 1582: Consiglio dei Principi |
| Bürresheim Burresheim | Signoria                                                                                                 |                                    |            | | |
| Burtscheid | Abbazia                                                                                                  |                                    |            | | 1793: Consiglio dei Principi |
| Butzweiler | Signoria                                                                                                 |                                    |            | | |
| Buxheim | Abbazia                                                                                                  |                                    |            | | |